# Mahavelona (Soavinandriana)
Mahavelona è una città e comune del Madagascar situata nel distretto di Soavinandriana, regione di Itasy. 
La popolazione del comune rilevata nel censimento 2001 era pari a 13 865 unità.